# Midtown
Midtown is een plaats (city) in de Amerikaanse staat Tennessee, en valt bestuurlijk gezien onder Roane County.

## Demografie
Bij de volkstelling in 2000 werd het aantal inwoners vastgesteld op 1306.

## Geografie
Volgens het United States Census Bureau beslaat de plaats een oppervlakte van
12,4 km², waarvan 12,2 km² land en 0,2 km² water.

## Plaatsen in de nabije omgeving
De onderstaande figuur toont nabijgelegen plaatsen in een straal van 28 km rond Midtown.